# Tapinoma
Tapinoma är ett släkte av myror. Tapinoma ingår i familjen myror.

## Bildgalleri

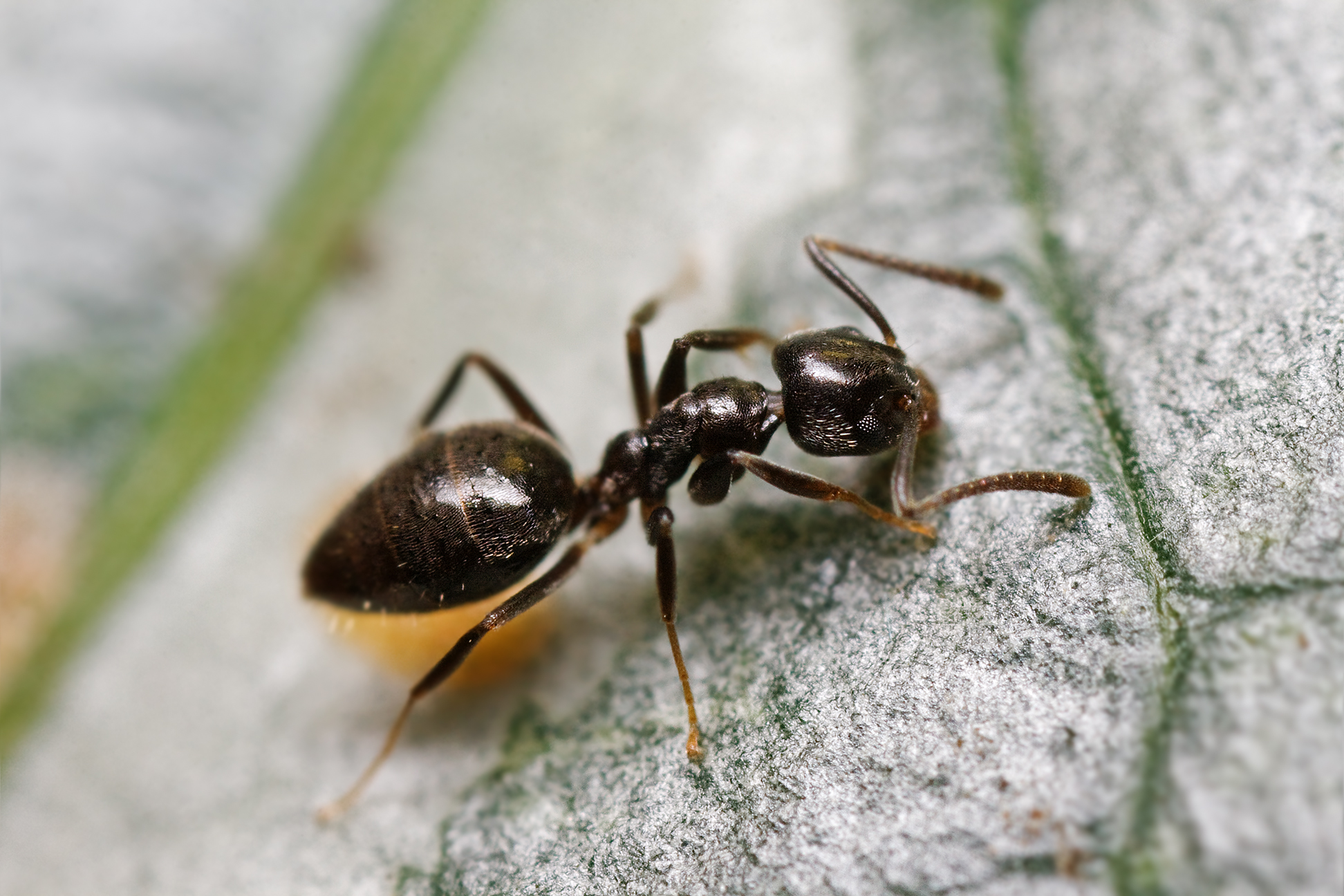

## Dottertaxa tillTapinoma, i alfabetisk ordning[1][2]
- Tapinoma acuminatum
- Tapinoma amazone
- Tapinoma ambiguum
- Tapinoma andamanense
- Tapinoma annandalei
- Tapinoma antarcticum
- Tapinoma arnoldi
- Tapinoma atriceps
- Tapinoma carininotum
- Tapinoma chiaromontei
- Tapinoma christophi
- Tapinoma danitschi
- Tapinoma demissum
- Tapinoma emeryanum
- Tapinoma epinotale
- Tapinoma erraticum
- Tapinoma flavidum
- Tapinoma fragile
- Tapinoma funiculare
- Tapinoma geei
- Tapinoma gibbosum
- Tapinoma glaucum
- Tapinoma heyeri
- Tapinoma indicum
- Tapinoma israele
- Tapinoma karavaievi
- Tapinoma kinburni
- Tapinoma litorale
- Tapinoma luffae
- Tapinoma lugubre
- Tapinoma luridum
- Tapinoma luteum
- Tapinoma melanocephalum
- Tapinoma menozzii
- Tapinoma minimum
- Tapinoma minor
- Tapinoma minutissimum
- Tapinoma minutum
- Tapinoma modestum
- Tapinoma muelleri
- Tapinoma opacum
- Tapinoma orthocephalum
- Tapinoma pallipes
- Tapinoma panamense
- Tapinoma philippinense
- Tapinoma pomone
- Tapinoma pygmaeum
- Tapinoma ramulorum
- Tapinoma rasenum
- Tapinoma rectinotum
- Tapinoma rottnestense
- Tapinoma schultzei
- Tapinoma sessile
- Tapinoma silvestrii
- Tapinoma simrothi
- Tapinoma sinense
- Tapinoma subtile
- Tapinoma troche
- Tapinoma vexatum
- Tapinoma wheeleri
- Tapinoma williamsi
- Tapinoma wroughtonii